# Henrieta Kolláthová
Henrieta Kolláthová ist eine ehemalige slowakische Squashspielerin.

## Karriere
Henrieta Kolláthová spielte von 2000 bis 2005 auf der PSA World Tour und erreichte ihre höchste Platzierung in der Weltrangliste mit Rang 61 im Mai 2003. Mit der slowakischen Nationalmannschaft nahm sie 2000, 2001, 2002 und 2003 an Europameisterschaften teil. Im Einzel stand sie 2004 und 2005 bei Europameisterschaften im Hauptfeld und schied dabei jeweils in der ersten Runde aus. 2004 scheiterte sie an Rebecca Botwright, ein Jahr darauf unterlag sie Margriet Huisman. Von 1998 bis 2003 wurde sie sechsmal in Folge slowakische Landesmeisterin.

## Erfolge
- Slowakische Meisterin: 6 Titel (1998–2003)